# Nobile Contrada del Nicchio
La Nobile Contrada del Nicchio è una delle diciassette suddivisioni storiche della città toscana di Siena. Prende parte al Palio di Siena.

## Territorio

### Le strade all'epoca del Bando
Il Bando di Violante di Baviera (1730) determina la suddivisione territoriale delle diciassette Contrade di Siena facendo riferimento ai palazzi e ai loro proprietari dell'epoca, basandosi quindi sulle costruzioni più che sulle strade. Esso viene ancora oggi considerato la disposizione di base per determinare gli effettivi confini delle Contrade. Secondo il Bando relativo alla Nuova divisione dei confini delle Contrade, il territorio della Nobile Contrada del Nicchio è delimitato dalle seguenti vie e palazzi:
Il letterato senese Girolamo Gigli, parlando del territorio della contrada, si espresse così nel suo Diario Senese (del 1723):
(Girolamo Gigli, Diario Sanese)

### Le strade ai nostri giorni

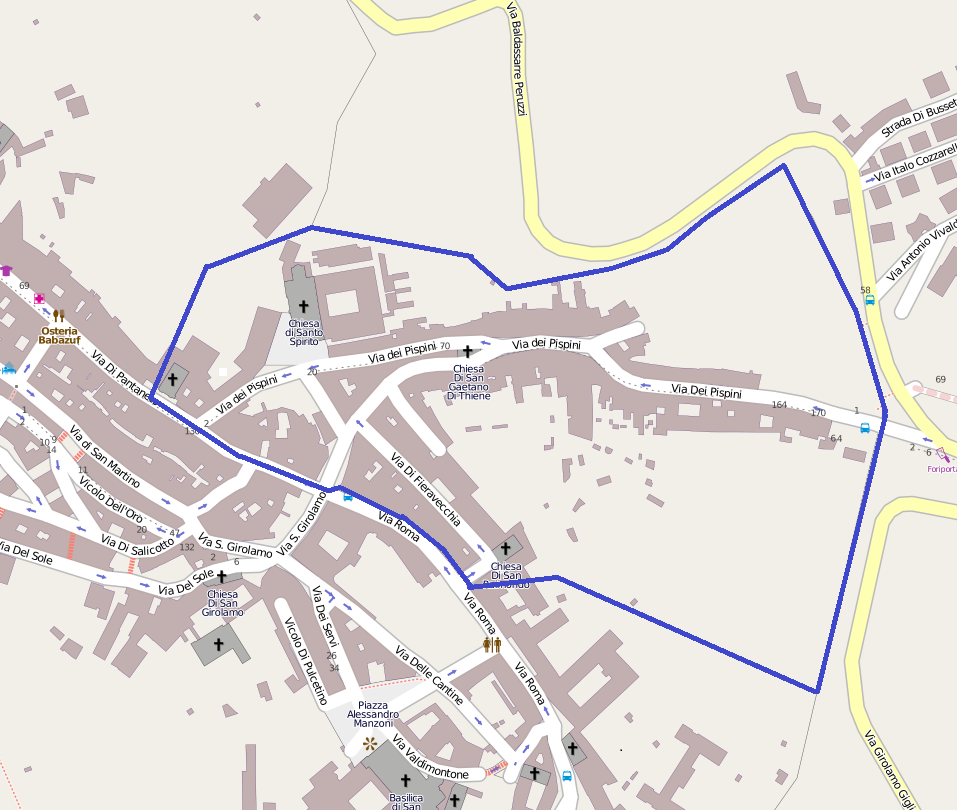
Mappa dettagliata del territorio del Nicchio

La porta San Viene è oggi denominata porta Pispini, dal nome della strada che inizia dalla porta stessa per poi proseguire fino alla via di Pantaneto. Secondo la tradizione popolare da questo luogo passarono le spoglie di sant'Ansano martire, patrono di Siena, per rientrare in città (da qui il nome "San Viene"). La struttura odierna fu eretta nel 1326, sotto progetto attribuito a Minuccio di Rinaldo, durante l'ampliamento della cinta muraria cittadina. La porta è dotata di una merlatura sorretta da archetti pensili ed è arricchita da un affresco rappresentante la Natività, dipinto dal Sodoma tra il 1530 e il 1531. Tale opera si è deteriorata col tempo ed oggi non è più visibile, ma, tuttavia, se ne possono vedere i resti, conservati nella basilica di San Francesco. All'interno di porta Pispini si trova una piazzetta, intitolata nel XX secolo a Mario Cioni, plurivittorioso capitano nicchiaiolo degli anni sessanta.
La via di San Gaetano, anticamente dedicata al patrono della contrada, è chiamata oggi via dell'Oliviera.
Nel corso della storia il territorio del Nicchio ha ospitato più volte i militari dell'esercito. Entro i confini della contrada fu infatti costruita la caserma di Santa Chiara, situata nell'area sud-est del rione, dove trovarono accoglienza i soldati italiani durante la seconda guerra mondiale. Oggi l'edificio militare ospita invece il 186º Reggimento paracadutisti "Folgore", di stanza a Siena. Intorno al complesso si trovano, oltre l'antica via di Santa Chiara (con i resti dell'omonima chiesa), da cui la caserma prende nome, il fortino costruito da Baldassarre Peruzzi tra il 1527 e il 1532 come rinforzo delle mura della città, e l'antica porta di Busseto, da tempo inaccessibile.
Il convento di Santa Monaca in via del Refugio, adiacente alla chiesa di San Raimondo, non esiste più ed ha lasciato il posto prima ad una sezione distaccata dell'istituto d'arte "Duccio di Buoninsegna" e poi alla scuola media "Jacopo della Quercia".
In piazza Santo Spirito si trova il carcere giudiziario della città, e, sul retro della chiesa di Santo Spirito, sono stati aperti dei giardini pubblici. Nella piazza omonima fu momentaneamente spostata la fonte dei Pispini (1534). Questa antica fontana a vasche concentriche era inizialmente posta di fronte all'ingresso della caserma di Santa Chiara, ma fu trasferita davanti a Santo Spirito durante la seconda guerra mondiale per permettere ai carri della caserma di circolare. La fonte fu poi ricollocata dove era stata costruita nel 2001.
L'arco del ponte (porta d'accesso alla città fino alla costruzione di porta Pispini) è chiamato oggi ponte di Romana. Questo è l'incrocio di quattro strade: via Roma, via di San Girolamo, via dell'Oliviera e via di Pantaneto. La contrada del Nicchio occupa la parte di via dell'Oliviera e il lato destro di via Pantaneto, comprendendo anche la colonna posta al centro dell'incrocio.
Una particolarità del territorio di questa contrada è che è in gran parte occupato da spazi verdi. Infatti un'ampia valle si apre sotto i locali della società nicchiaiola "La Pania", che ne usufruisce da tempo.

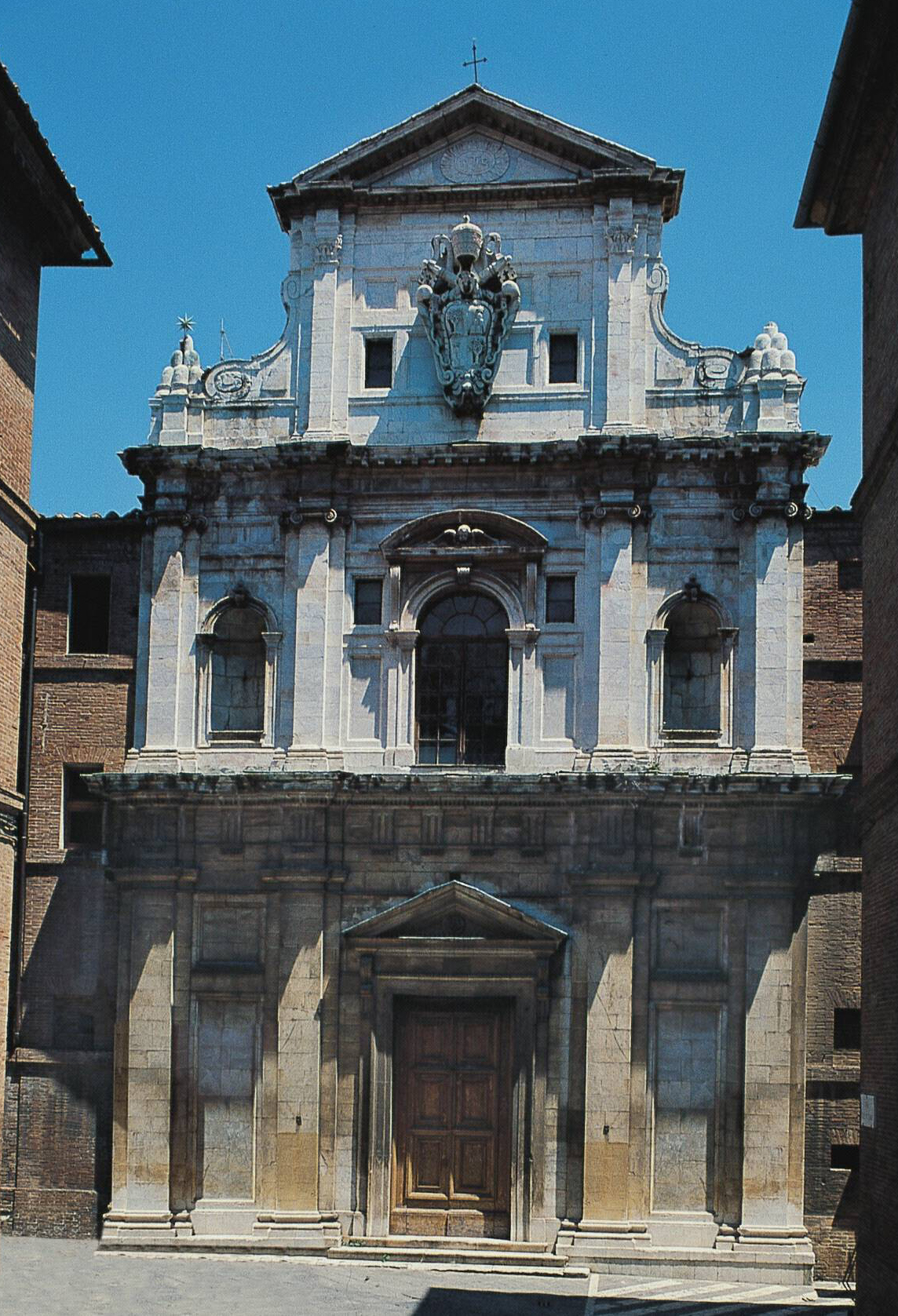
La chiesa di San Raimondo al Refugio (1596) prima dell'ultima ristrutturazione

Oggi il territorio della Nobile Contrada del Nicchio, situato interamente nel terzo di San Martino, è delimitato dalle seguenti vie e piazze:
- Vie:
  - dei Pispini
  - di Santa Chiara[5]
  - dell'Oliviera
  - di Fieranuova
  - di Fieravecchia
  - del Refugio
  - di Pantaneto (parte)[6]

- Piazze:
  - Santo Spirito
  - Samoreci
- Vicoli:
  - di Finimondo[7]
  - del Sasso

Il Nicchio confina con:
- A nord con la Contrada del Leocorno, con la quale ha in comune la via di Pantaneto. Il Nicchio occupa il lato destro della strada fino alla Chiesa di San Giorgio inclusa. Dopo tale chiesa il Leocorno prende entrambi i lati della via.
- Ad ovest con la Contrada di Valdimontone, il territorio della quale confina col Nicchio nell'incrocio del Ponte di Romana. Il Nicchio occupa la parte di Pantaneto e via dell'Oliviera, mentre il Valdimontone ha quella di via di San Girolamo e via Roma. Anche la colonna al centro dell'incrocio fa parte del territorio del Nicchio. Un altro punto di confine è l'ingresso da via Roma (Valdimontone) in via del Refugio (Nicchio).

### Luoghi di contrada

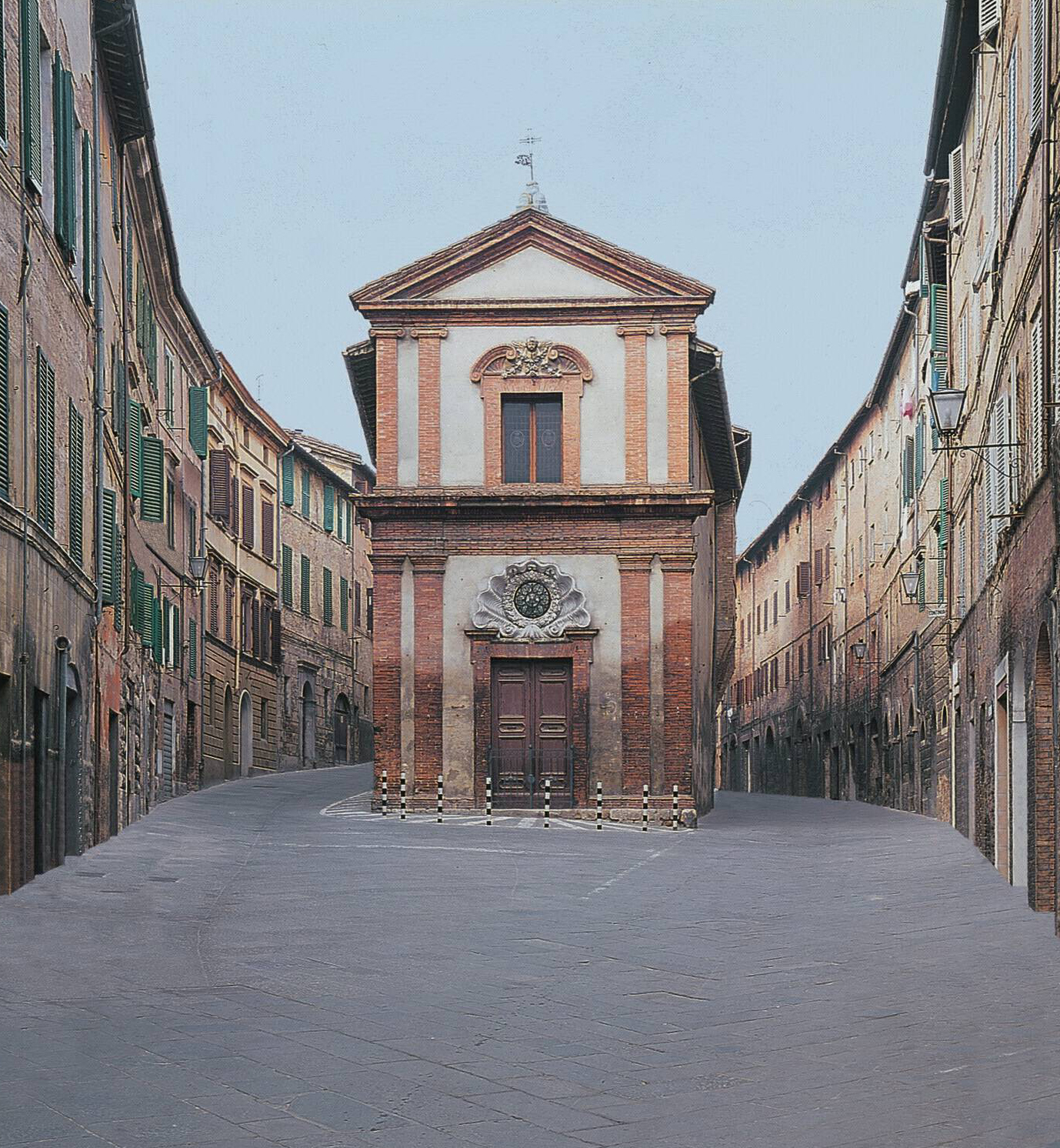
L'oratorio della contrada prima della ristrutturazione del 2002

- Sede

La sede della contrada si trova in Via dell'Oliviera, già Via di San Gaetano, dietro all'oratorio e al museo della contrada. Il fondo fu acquistato dal Nicchio nel 1926.
- Oratorio[10]

L'oratorio di San Gaetano di Thiene si trova alla biforcazione tra le vie dell'Oliviera e dei Pispini. Trovandosi senza un luogo di culto, i contradaioli acquistarono dei locali di proprietà delle suore Agostiniane, proprio nel cuore del territorio della contrada, e, così, si poté pensare ad avviare i lavori. Il progetto del futuro oratorio fu affidato all'architetto Franchini, già progettista della chiesa di Sant'Antonio da Padova della Contrada della Tartuca. I lavori iniziarono nel 1683 per poi terminare nel 1685. All'interno dell'oratorio si trovano gli affreschi di Giuseppe Nasini (1734), mentre degli stucchi e delle statue si occupò il Franchini alla fine del XVIII secolo. Nella chiesa si può trovare anche un organo, opera di Josuè Agati. Nel XIX secolo fu inoltre costruito un davanzale di legno lavorato, opera del prof. Martinelli. Nel 1957 fu aggiunta una statua di legno raffigurante San Gaetano di Thiene, rifinita dal pittore Bruno Marzi. La facciata è tuttora arricchita da una grande nicchia in stucco con al centro la Madonna con il Bambino e i santi, una tavola del primo cinquecento senese, probabilmente l'antica Madonna del Forcone che si venerava in un'edicola posta dove sorse successivamente la chiesa. La prima messa dedicata al patrono della contrada fu officiata già nel 1685, appena terminati i lavori strutturali. La festa di San Gaetano di Thiene ricorre il 7 agosto. Per i festeggiamenti i nicchiaioli, oltre il tradizionale giro in città con alfieri e tamburini fatto da ogni contrada, si recano al Duomo di Siena per portare in dono dei ceri dipinti all'altare di San Gaetano.

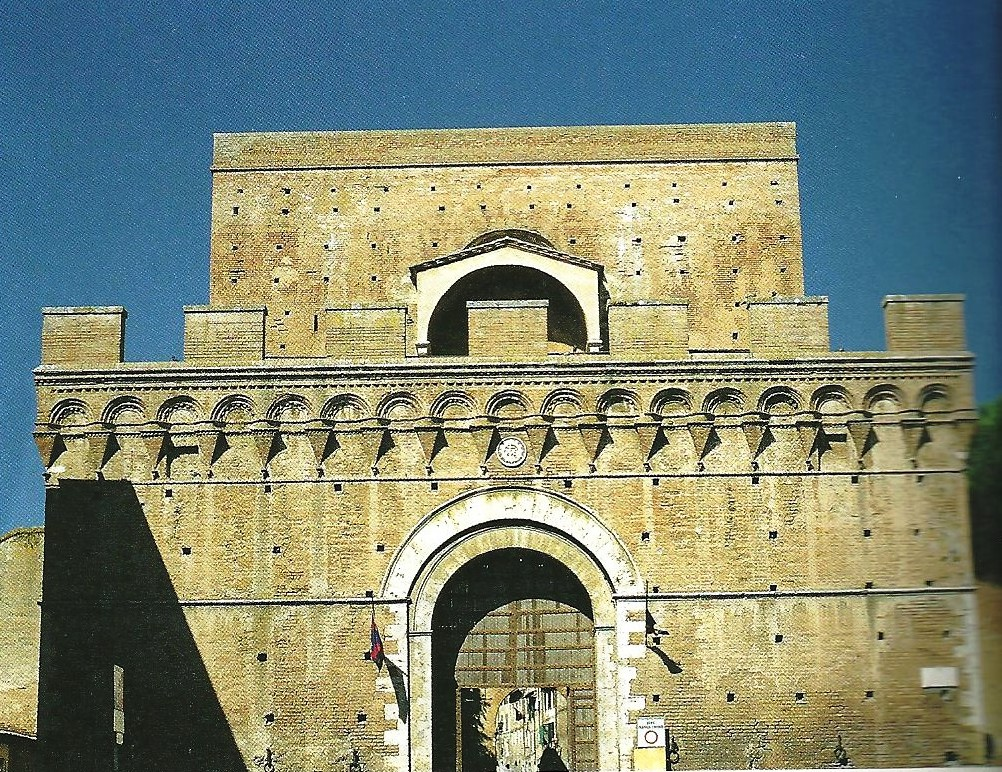
Porta Pispini (1326)

- Museo[12]

Il museo del Nicchio si trova dietro all'oratorio della contrada, in Via dei Pispini, ai civici 68 e 70. Si iniziò a parlare di "stanze della contrada" nel 1914, quando i nicchiaioli si riunirono per discutere della questione. Tuttavia la guerra bloccò tutto il progetto e per riparlarne si dovette aspettare il 1926, quando la contrada acquistò i locali dietro la chiesa. Per motivi economici le stanze furono aperte al pubblico solo per la festa del patrono del 1938. Nel 1952 si provvide a migliorare l'esposizione di tutti gli oggetti. Infine, nel 1988, le "stanze" si trasformarono in un vero "museo", con l'ultima ristrutturazione. La sede museale è composta da due piani: quello inferiore è usato come sala delle vittorie, contenente i drappelloni ed i masgalani vinti, mentre quello superiore ospita le vecchie monture e gli antichi arredi sacri della chiesa.
- Società di contrada[12]

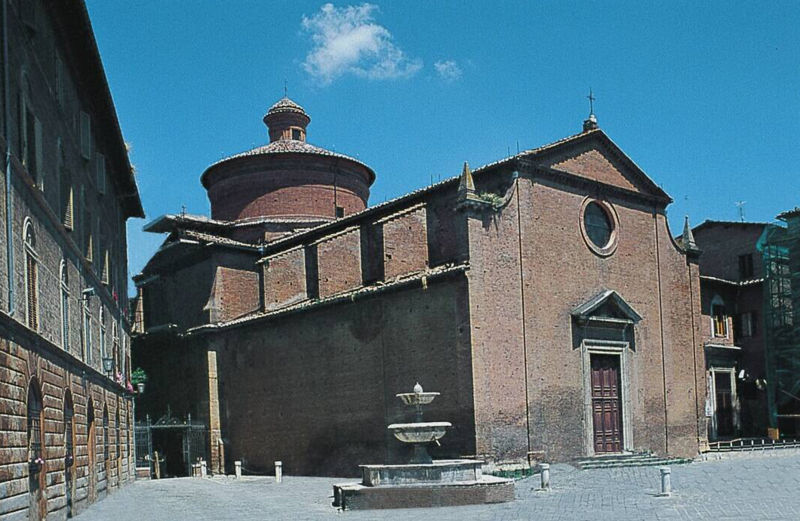
La chiesa di Santo Spirito nell'omonima piazza, quando ancora vi si trovava la Fonte dei Pispini

La società della Nobile Contrada del Nicchio si chiama "La Pania" e si trova in Via dei Pispini al numero 112, dove anticamente era collocata la Chiesa di San Giovanni, sede della compagnia di Santo Stefano, che per anni dette alloggio alla contrada nelle sue stanze (prima della costruzione dell'oratorio di San Gaetano). Prima di arrivare al risultato attuale, però, la società ha dovuto passare molti stadi evolutivi. La prima vera società nicchiaiola si chiamava infatti "Società della bandiera", fondata nel 1873 dagli uomini del Nicchio. A questa seguì una nuova società, la "Società dei venti", scioltasi alla fine del XIX secolo. Molte furono le aggregazioni che si vennero a formare in seguito e per diverse ragioni. Tutte queste aggregazioni esistettero anche contemporaneamente, finché non arrivò il Secondo conflitto mondiale.  Nel 1946 fu finalmente fondata "La Pania", che fu istituzionalmente completa solo l'anno dopo, con la distribuzione degli incarichi amministrativi. Inizialmente l'ambiente era costituito solo una piccola stanza a cui si accedeva tramite un lungo corridoio, mentre oggi la società possiede ben tre piani dell'edificio, due grandi terrazze e la valle che si estende al di sotto. Il particolare nome "La Pania" deriva dal termine impaniare, ovvero catturare, attirare.
- Fonte dei Pispini

La fonte dei Pispini è da sempre il punto di ritrovo preferito dei nicchiaioli. Questa fu costruita dagli abitanti del rione nel 1534, su una preesistente fontana del 1469. Attualmente la fontana si trova di fronte alla società "La Pania" e all'ingresso della caserma di Santa Chiara, dove fu originariamente costruita, ma nel corso della sua storia non si è sempre collocata lì. Infatti essa fu spostata durante la seconda guerra mondiale per permettere ai carri della caserma di circolare, e posta in piazza Santo Spirito. La fonte è tornata di fronte a "La Pania" nel 2001.
- Stalla[12]

La stalla del Nicchio si trova oggi all'interno del distretto di Santa Chiara.
- Sala dei Vasai

Piccolo spazio museale situato in Via dei Pispini dove sono esposte le ceramiche rinvenute all'interno del rione, che confermano l'effettiva presenza in territorio nicchiaiolo di antiche botteghe di vasai (corporazione alla quale la contrada è associata). La sala viene impiegata anche come spazio espositivo per le opere in ceramica degli artisti contemporanei che partecipano ogni anno alla Festa dell'Abbadia Nuova, iniziativa culturale dedicata all'arte della ceramica organizzata dalla Contrada nel mese di maggio.

## Origini
Nel 1723 G.A. Peccioli pubblica "Relazione distinta delle quarantadue contrade...", da cui emerge l'antico territorio delle antiche compagnie militari da cui hanno avuto origine i rioni senesi.
- Abbadia Nuova di Sopra

«La strada dell'Abbadia (così detta per essere un'Abbazzia di Vallombrosani dedicata a SS. Jacomo, e Filippo, sotto la protezione de' quali Santi già militavano queste Contrade) si divide in due Contrade, cioè di sopra, e di sotto, quella di sopra dalla Colonna del Ponte per fiera nuova, e vecchia, e per la strada dell'Uliviera, e per la strada dritta si conduce da tutte e due le parti, fino al Forcone, e poi a man destra fino alla Porta S. Eugenia, fa per Arme campo rosso con due liste bianche, e con due stelle bianche.».
- Abbadia Nuova di Sotto

«La Contrada dell'Abbadia nuova di sotto, va cominciando dalla Chiesa di S. Maurizio, e poi accanto a S. Giorgio entra nella strada di S. Spirito nel Poggio Farolfo, e fino alla Crociata occupa le case da tutte e due le parti, dove lascia quelle da man destra, e arriva fino alla Porta S. Eugenia, fa per arme campo rosso con una lista a spino azzurra, e bianca, e due rocchi bianchi in detto campo.».
Le origini delle Contrade di Siena sono ancora molto incerte. Tuttavia il tempo ci ha lasciato in eredità le cronache cittadine dei secoli scorsi. Da queste cronache si evince che il Nicchio, come tutte le altre contrade, fu fondato dall'unione di altri rioni più piccoli ed antichi. Questi erano l'Abbadia Nuova di Sopra e l'Abbadia Nuova di Sotto, due compagnie militari del popolo dell'Abbadia Nuova. La prima inalberava una bandiera tutta rossa con due liste bianche e due stelle, mentre la seconda aveva un'insegna sempre rossa attraversata da una lista a spino blu e bianca con due rocchi.
È certo che la contrada prese parte a numerosissime Cacce dei tori (dal 1507 al 1578) svoltesi in Piazza del Campo, vincendone ben tredici.
Pare che nel 1546 la contrada sfilò, secondo il cronista cittadino Cecchino Cartaio, con ottantotto uomini in livrea turchina e rossa che accompagnavano un carro maestoso con la forma di una conchiglia, sulla quale stava seduto il dio Nettuno con il tridente. Tutti erano guidati da Claudio di Ser Domenico, in livrea rossa con ricami dorati. Il portabandiera era anch'esso vestito di rosso e portava un'insegna dello stesso colore.
Nel corso del Seicento, il Nicchio vinse tre bufalate, altre feste effettuate a Siena, per tre volte: nel 1612, nel 1632 e nel 1638. Proprio per la bufalata del 1612, la contrada condusse in Piazza del Campo un carro allegorico che raffigurava l'episodio mitologico del Trionfo d'Europa.
Il 2 luglio 1715 il Nicchio scese in piazza con la migliore comparsa. Essa consisteva in un carro a forma di capasanta al cui interno si trovavano ben trenta uomini con vesti di tela azzurra, diverse ninfe ed il dio Nettuno, che per l'occasione era a cavallo ed impugnava il tridente.
La contrada figurò anche nel 1717, quando, in onore di Violante Beatrice di Baviera, si presentò con ventisei persone vestite da divinità marine, accompagnate dalla dea Teti, che svolgevano la pesca delle perle. Altri figuranti, adiacenti al carro, erano armati ed indossavano vesti nere con coccarde turchine. La comparsa era sormontata dalla città di Siena (una donna vestita di bianco e nero) con ai piedi gli Stati della Repubblica Senese ed accompagnata da amorini con oggetti marinareschi. Nel 1791, la comparsa fu invece caratterizzata dalla presenza del carro che rappresentava il momento in cui Odisseo, per salvare sé stesso ed i compagni dalle sirene, turava le orecchie del proprio equipaggio con della cera.
Per via della disciplina delle comparse presentate dal Nicchio alle pubbliche feste senesi, la contrada fu distinta talvolta con il nome di La Floridissima.

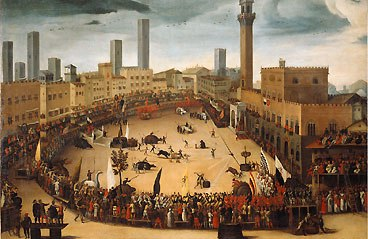
Vincenzo Rustici, Caccia dei tori in Piazza del Campo. Dipinto realizzato sulla base della descrizione di "Cecchino Cartaio".

### Il titolo
La contrada del Nicchio si fregia del titolo di Nobile per diversi motivi. Infatti, nel 1260, gli uomini dell'Abbadia Nuova attaccarono per primi i nemici fiorentini durante la battaglia di Montaperti. Inoltre gli abitanti del rione mantennero per sei mesi l'esercito della Repubblica di Siena. Poi nel 1527, gli uomini di Abbadia Nuova protessero le mura cittadine impedendo ai Noveschi di penetrare all'interno della città da Porta San Viene (oggi Porta Pispini) e sventando così una possibile invasione con conseguente guerra.
Altro merito della contrada è quello di avere eretto la Fonte dei Pispini all'interno del rione, a spese dei contradaioli, per favorire l'approvvigionamento di acqua potabile in tutta la città (che non sorge intorno a nessun fiume e per trovarne uno si doveva fare molta strada fuori dalle mura).
Per tutti questi meriti la contrada già dal 1680 inserì una corona granducale nella sua bandiera. Tuttavia il titolo fu reso ufficiale solo nel 1844. La nobiltà fu ulteriormente riconosciuta al Nicchio nel 1889, dalla Consulta Araldica del Regno d'Italia, dopo la visita a Siena del re Umberto I di Savoia e della regina Margherita di Savoia, sua moglie.

## Rapporti con le contrade

### Alleanze sciolte
- Oca, dal 1777 al 1934
- Valdimontone, dal 1905 al 1952

Oggi le contrade aggregate al Nicchio sono il Bruco, l'Onda (dal 1690) e la Tartuca (dal 1933).
Il Nicchio ha comunque avuto altre contrade aggregate nel tempo. Ad esempio l'Oca dal 1777 al 1934 ed il Valdimontone dal 1905 al 1952. È particolare il fatto che ogni alleanza sciolta sia scaturita in seguito una rivalità accesa.
La Contrada ha fatto parte (negli anni trenta del XX secolo) della più salda alleanza mai creatasi tra le contrade di Siena, il cosiddetto T.O.N.O., composto da Tartuca, Oca, appunto il Nicchio e l'Onda.
L'alleanza nacque ancora in "fase embrionale" nel 1928 e già quell'anno conquistò i primi grandi successi. Infatti furono corsi tre palii (uno dei quali straordinario corso a settembre) che videro vincitrici tre contrade coinvolte nel patto (a luglio vinse l'Oca, ad agosto il Nicchio e a settembre l'Onda). L'attesa della Tartuca fu comunque breve, perché vinse nell'agosto del 1930, mentre a luglio dello stesso anno ad uscire nuovamente vittoriosa fu l'Onda.

Canapino I: vincitore del Palio dell'agosto 1928 per il Nicchio.

La scia dei successi del T.O.N.O. continuò con le vittorie del 1931 (Oca ad agosto), del 1932 (Onda a luglio e Nicchio ad agosto) e del 1933 con il cappotto (vittoria sia a luglio che ad agosto) della Tartuca.
Da notare è il fatto che nel 1932 il Nicchio fu la prima contrada a pubblicare un Numero unico, ovvero una pubblicazione cartacea contenente foto, testi, descrizioni della corsa vinta e sfottò destinati alle consorelle che hanno perso il Palio. Questa usanza è stata continuata poi da tutte le altre contrade ed è arrivata fino ad oggi. Nello stesso periodo è stato coniato anche il motto del T.O.N.O. "Con l'amicizia ogni ostacolo si rimove", che al tempo fu molto usato dalle contrade che ne facevano parte.
Tuttavia il patto del T.O.N.O. non fu eterno. Infatti l'amicizia si spezzò nell'agosto del 1934 dopo i seguenti fatti.
Il palio di agosto si presentò molto problematico già dopo la tratta perché i due cavalli migliori, Folco e Ruello, furono scartati, e diventò così difficile per il T.O.N.O. prendere in mano la situazione. Allora l'alleanza decise per la vittoria dell'Oca, con Wally, un cavallo al suo quinto palio. Tuttavia le prove evidenziarono la potenza di Lampo, cavallo del Nicchio, finora sconosciuto. Pietrino, fantino della contrada dei Pispini, riferì quindi alla dirigenza che il Palio si poteva tranquillamente vincere.
La corsa fu drammatica: il Nicchio, rallentato in partenza, recuperava terreno con la potenza di Lampo e alla prima curva era già in prima posizione. All'inizio del secondo giro Pietrino fece passare l'Oca, ma a San Martino prese nuovamente la testa della corsa. Il Palio sembrava del Nicchio, ma Pietrino decise di fare onore all'accordo con l'Oca e fece trovare a quest'ultima un amplissimo varco all'ultima curva che permise a Fontebranda di vincere il Palio. La reazione del popolo nicchiaiolo fu molto accesa e la dirigenza venne pesantemente contestata. Il Nicchio decise così di rompere l'alleanza con l'Oca e da qui partì una sentita rivalità. Il T.O.N.O. si sfaldò e perse potere.
In seguito allo scioglimento dell'alleanza, le contrade che ne avevano fatto parte furono coinvolte in una vera e propria crisi di vittorie. Infatti il Nicchio vinse nuovamente solo dopo tredici anni, l'Oca dopo quattordici e la Tartuca e l'Onda dopo diciotto.

### Rivalità passate
- Bruco, dal 1898 al 1934
- Oca, dal 1934 al 1969
- Torre, dal 1882 al 1934

### La rivalità con l'Oca
La fine dell'alleanza tra Oca e Nicchio, avvenuta nel 1934, fu l'inizio di un'accesa rivalità, sentita da entrambe le contrade. Nel 1947 il Nicchio tornò al trionfo dopo la rottura del T.O.N.O. con Giuseppe Gentili detto Ciancone e gli ocaioli interruppero un'altra alleanza secolare con il Drago, che non aveva ostacolato la corsa del Nicchio.

Ciancone: vincitore del Palio di luglio 1947.

Negli anni cinquanta arrivò il fantino nicchiaiolo, Vittorino, che con il suo tris di vittorie per i Pispini mise a dura prova l'Oca. Intanto i rapporti con il Montone si erano preoccupantemente guastati, ma la rivalità continuò ad esistere.
Nel 1963 l'Oca ostacolò il Nicchio, grande favorito, al canape; ma nel 1967 il Nicchio fece altrettanto verso l'Oca, con Andrea Degortes detto Aceto, che ricevette molte nerbate da Donato Tamburelli detto Rondone, nel Nicchio.
Intanto il tempo passava e l'inimicizia andava affievolendosi. Nel 1969 vinsero entrambe le contrade e per di più con lo stesso cavallo (Topolone, che all'epoca si chiamava ancora Dragone), ma non era più la stessa cosa, nell'Oca e nel Nicchio le nuove generazioni non si sentivano avversarie e quindi la rivalità si estinse.
Dopo il 1969 infatti le due contrade non si ostacolarono più, perché il Nicchio era ormai a tutti gli effetti coinvolto nell'accesa rivalità con il Montone, che anno dopo anno si inaspriva sempre di più, mentre l'Oca tornava a concentrarsi sulla sua avversaria storica, la Torre. Negli anni ottanta, l'allora fantino di contrada del Nicchio, Massimo Coghe detto Massimino, montò nell'Oca.
Nel 1984 ancora una volta vinsero entrambi i rioni, ma si resero reciprocamente omaggio.
Anche nel 1998 le contrade vinsero nello stesso anno.
Nel 2007 si verificò un caso veramente unico nel suo genere. Il palio del 2 luglio fu totalmente dominato dall'Oca, che montava il fantino Tittìa, molto legato nella prima parte della sua carriera al Nicchio, mentre il rione nicchiaiolo montava Brio. All'ultimo Casato il Nicchio, in grande rimonta, si portò all'esterno dell'Oca e, arrivando le due contrade praticamente affiancate al bandierino, fu difficile sul momento stabilire chi avesse effettivamente vinto. Ci furono secondi di incertezza, ma fu esposta la bandiera del Nicchio a Palazzo Pubblico. Dopo sette minuti di confusione, durante i quali entrambi i popoli reclamavano il drappellone, la trifora si aprì nuovamente e, fatto senza precedenti, la bandiera della vincitrice fu sostituita: venne tolta quella del Nicchio ed esposta quella dell'Oca. I contradaioli del Nicchio furono costretti a consegnare il drappellone agli ocaioli e non si verificarono scontri tra le due contrade..

### La rivalità con il Montone
L'attuale unica rivale del Nicchio è il Valdimontone (più comunemente chiamata Montone).

Mario Bernini detto Bachicche, tre volte vincitore per la Contrada del Nicchio

Nel corso dei secoli i rapporti tra le due contrade sono stati molto altalenanti, probabilmente anche per questioni di territorio. I primi litigi sembrano addirittura essere iniziati alla fine del Seicento. Il Montone vinse un Palio con un fantino "preso in prestito" dal Nicchio, che aveva chiesto in dono il drappellone nel caso in cui il Montone avesse vinto. I problemi sorsero quando il Montone si rifiutò di rispettare il patto. Da quell'episodio tra le contrade non è mai corso buon sangue. Nonostante ciò le due consorelle si riappacificarono nel 1685, stringendo un'alleanza. Ma ancora una volta vennero a galla dei rancori da entrambe le parti e i rapporti si complicarono. Un nuovo accordo sembrò essersi trovato nel 1786, quando un dirigente montonaiolo inaugurò la sua villa a Ponte di Romana (che diventerà luogo di futuri pareggiamenti di conti tra le due contrade) e furono invitati anche i nicchiaioli, che festeggiarono e sbandierarono con quelli del Montone. Di lì a poco, per il palio di Provenzano del 1791, però, il Montone cercò di ostacolare il Nicchio, che riuscì comunque a vincere. Il Nicchio restituì il favore alla contrada dei Servi nel Palio di agosto del 1800 usando ogni mezzo per ostacolare il Montone. Di quest'ultimo episodio è rimasta nella storia infatti la zuffa che si scatenò al canape tra i due fantini, che obbligarono i soldati ad intervenire ed arrestarli. Seguirono momenti di calma nei quali le contrade si scambiarono anche gli stessi fantini.
Nel 1844 vinsero sia il Nicchio che il Montone, rispettivamente a luglio e ad agosto. Nonostante questo periodo di neutralità i rioni tornarono allo scontro nel 1858. Ancora una volta il Nicchio impedì la vittoria del Montone, favorito. Negli anni seguenti nel Nicchio arrivò il grande fantino Mario Bernini detto Bachicche. Bachicche corse in totale 13 palii nel Nicchio vincendone tre, ma corse anche per il Montone. La prima vittoria che il Bachicche portò nei Pispini avvenne dopo una raffica di nerbate con il Montone e le due contrade finirono per arrivare uno di poco dietro l'altro, ma la vittoria fu del Nicchio. Ciò costrinse il Montone a prendere un altro grande fantino, Leggerino, che vincerà 2 palii su undici con il giubbetto montonaiolo. In seguito ci fu qualche altra sporadica scaramuccia, ma i rapporti si normalizzarono di nuovo.
Arrivò il 1900 e Nicchio e Montone non vincevano da una ventina di anni ognuno. Il Nicchio centrò due vittorie in due anni: nel 1900 e nel 1901, mentre il Montone vinse nel 1902 con Picino.
Nel 1905 venne ufficializzata una nuova alleanza tra le due contrade, che si contesero il palio nel 1910 (vinse il Montone), ma questo non lasciò grandi conseguenze e i due rioni rimasero in amicizia, "scambiandosi" i fantini. Gli anni venti furono molto fruttuosi per entrambe le contrade. Il Nicchio vinse quattro volte: nel 1920, 1924, 1927 e 1928, mentre il Montone centrò tre successi: 1922, 1925 e 1927 (quarta ed ultima vittoria di Picino per il Montone).

Ranco, corse per il Nicchio il palio di agosto 1952, inizio della rivalità col Montone.

Nel 1929 si rinnovarono contestazioni per la mancata vittoria del Montone, che aveva montato Canapino I, vincitore l'anno prima nel Nicchio. Questa occasione sprecata non andò giù ai montonaioli. Un gruppo di questi si riunì infatti in assemblea. La dirigenza montonaiola riuscì ad acquietare questi venti di discordia, ma era palese che gli antichi rancori non se ne erano mai andati.
Nel 1931 il Nicchio fece esordire Tripoli Torrini detto Tripolino, che convinse tutti del suo talento. Per agosto il Nicchio ricevette numerose richieste per il fantino, e perciò anche quella del Montone. Pare che il capitano nicchiaiolo si oppose al passaggio di Tripolino al Montone, per cui egli corse nella Civetta. Tanto bastò per aggiungere nuovo veleno al rapporto Nicchio-Montone (Nicchio che ormai faceva parte del T.O.N.O.).
Alla rottura del T.O.N.O. il Nicchio cominciò un'accesa rivalità con l'Oca e i contrasti con il Montone furono momentaneamente lasciati da parte. Tuttavia un nuovo brutto episodio si consumò durante le prove del palio di luglio del 1945, quando un nicchiaiolo aggredì il fantino del Montone con una chiave inglese, dopo che durante la prova c'era stato un contatto con la sua contrada. A questo seguirono le scuse del priore del Nicchio alla dirigenza montonaiola e il caso fu dimenticato.

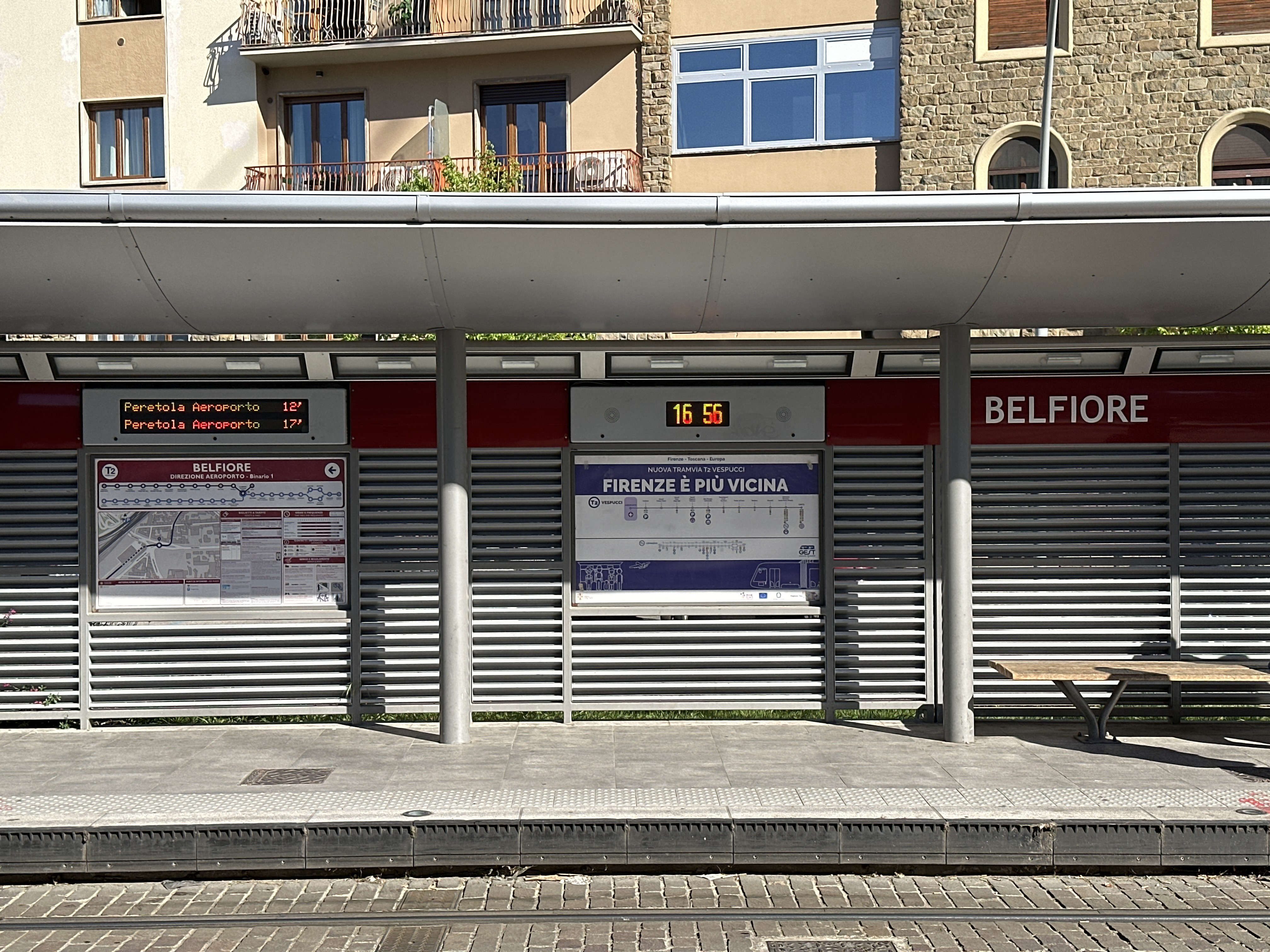
Belfiore, la cavalla che vinse sia per il Nicchio (1957), che per il Montone (1958)

Nel 1946 il Montone vinse ed il Nicchio rese omaggio alla vittoria (poi il Montone fece lo stesso per la vittoria nicchiaiola dell'anno seguente).
Ma ecco arrivare un anno decisivo: il 1952. Dopo alcuni scontri a Ponte di Romana poco prima del Palio d'agosto le dirigenze espressero il volere di ostacolarsi a vicenda durante l'imminente corsa. I fantini erano Il Terribile nel Montone e Ranco nel Nicchio. Ad accentuare la gravità della situazione c'era il fatto che anche tra i fantini correva odio puro. Arrivò il tempo di correre: dopo la mossa il Nicchio scattò subito primo, ma poco dopo il Montone lo raggiunse e fu un susseguirsi di nerbate furiose da entrambe le parti. Al secondo casato il fantino del Nicchio cadde, lasciando il via libera al Montone. Tuttavia, quest'ultimo, in prima posizione fino all'ultima curva, fu beffato dall'Oca che sopraggiunse, vincendo. Al palio seguirono numerosi incidenti. Il Terribile fu malmenato ed al rientro in contrada molti nicchiaioli, spalleggiati da alcuni torraioli, invasero le strade del Valdimontone. L'ordine venne ristabilito a fatica e fu necessario l'intervento della polizia. La reazione dei nicchiaioli aveva due motivi: per prima cosa il Montone aveva impedito la vittoria della loro contrada; in secondo luogo il Terribile s'era fatto beffare proprio dall'Oca, la rivale del Nicchio fin dal 1934. La rottura ormai era sancita: il Priore del Montone, Cesare Roggi, qualche giorno dopo scrisse una dura lettera al suo collega del Nicchio senza ricevere risposta.
Il 27 agosto l'assemblea del Montone decise all'unanimità di rompere ogni rapporto col Nicchio dando di fatto il via alla rivalità.

Balente de Su Sassu, vincitore del palio del 16 agosto 1981

Nel 1957 il Nicchio vinse il Palio con la cavalla Belfiore e Giorgio Terni. Il fato volle che Belfiore fosse di proprietà del capitano del Montone, che fu beffato dal suo stesso cavallo. Tuttavia Belfiore vinse il Palio seguente, nel 1958 proprio nel Montone. Protagonista di quella vittoria fu Donato Tamburelli detto Rondone, che corse sei palii in ciascuna delle due contrade, vincendo una volta per una contrada e una volta per l'altra.
Gli anni sessanta iniziarono con il predominio assoluto del Nicchio, che vinse, sempre con Giorgio Terni detto Vittorino, altri due palii, quello del 16 agosto 1960 e il Palio straordinario del 5 giugno 1961, corso per il centesimo anniversario dell'Unità d'Italia, entrambi conquistati con la cavalla Uberta de Mores. Nel 1969 arrivò la vittoria di Rondone, vincitore per il Montone nel 1958, ma ormai definitivamente staccato da questa contrada. Fu una vittoria, quella del 1969, conquistata battendo il grande Aceto (con il giubbetto del Montone), che seppur partito primo non girò alla seconda curva di San Martino.
Intanto nei rapporti tra Nicchio e Oca si stava arrivando quasi all'estinguersi della rivalità, anche se ancora gli anziani presenti nel 1934 pensavano l'avversaria come l'Oca, e non il Montone, molto più considerato dai giovani.
Mentre gli anni sessanta furono molto proficui per il Nicchio, gli anni settanta lo furono per il Montone, che vinse due palii (1974 e 1977) animati da nuovi scontri..
Gli anni ottanta furono il decennio del "botta e risposta", se così si può dire, tra il Nicchio ed il Montone. Infatti il Nicchio riportò subito una vittoria, il 16 agosto 1981, con Adolfo Manzi detto Ercolino e lo sconosciuto e molto poco quotato Balente de Su Sassu, che, stupendo tutti, vinse una carriera tutta di testa. Il Montone vinse il palio del 2 luglio 1982, con Giuseppe Pes detto Il Pesse. Ma giunse anche la controffensiva del Nicchio che già nel 1984 vinse ancora. Quest'anno segnò definitivamente la sopraesposta estinzione della rivalità con l'Oca. La contrada dei Servi vinse due anni dopo. Per il palio straordinario corso il 13 settembre 1986 infatti, il Montone vinse il suo unico Palio, negli ultimi 39 anni, con l'avversaria in piazza. Il Nicchio tornò immediatamente alla vittoria nel Palio del 2 luglio 1988, conquistata dal giovane Massimo Coghe detto Massimino, che diventerà negli anni seguenti un grande della Piazza.
Gli anni novanta si aprirono con una vittoria del Montone. Il giubbetto fu indossato da Cianchino (vincitore nel Nicchio 6 anni prima), che conquistò una corsa molto rocambolesca e ricca di colpi di scena. Nel 1991 si verificò un caso limite. Il Nicchio era di rincorsa, mentre il Montone al primo posto al canape. Massimo Coghe, nel Nicchio, non si decise mai ad entrare, per la buona posizione dell'avversaria e per la confusione tra i canapi. Il palio fu così rinviato al giorno dopo per raggiunti limiti di oscurità. Il resto degli anni novanta si conclusero con una vittoria del rione dei Pispini. Nel 1998 arrivò, infatti, per il Nicchio una nuova vittoria, conquistata con Dario Colagè detto Il Bufera ed il cavallo Re Artù.
Il XXI secolo è arrivato con squalifiche per entrambe le contrade. Nei primi dieci anni del Duemila le due avversarie non hanno riportato nessuna vittoria, sebbene abbiano avuto entrambe diverse occasioni, non andate a buon fine. Il Montone è tornato al successo nel 2012 e, in quest'occasione, l'accesa rivalità si è rinnovata.
In occasione del Palio del 2 luglio 2015, un nuovo episodio ha portato a momenti di forte tensione tra le due contrade. Il Nicchio si presenta al canape con una buona accoppiata, formata da Giovanni Atzeni detto Tittìa con il cavallo Occolè, mentre il Montone ingaggia Massimo Columbu detto Veleno II. Dopo esser stato ostacolato per tutta la durata della mossa, il fantino del Nicchio verrà disarcionato venendo afferrato dal giubbetto poco dopo la Fonte Gaia. Il Montone proseguirà la corsa vinta poi dalla Torre, mentre il Tittìa, rimasto incolume dalla caduta, verrà preso in consegna e portato via dai suoi contradaioli. Subito dopo la fine della corsa si sono registrati diversi scontri tra i contradaioli inferociti del Nicchio e quelli del Montone, scontri e momenti di tensione che si sono protratti anche nel corso della sera e che hanno visto necessario l'intervento delle forze dell'ordine per sedare gli animi e controllare il confine tra le due contrade per evitare ulteriori scontri.
Nello stesso anno, il 17 agosto 2015 ( il palio verrà rimandato dal 16 al 17 per pioggia), le tensioni si esacerbano nuovamente.

## Araldica
L'attuale stemma della contrada è formato da una conchiglia coronata alla granducale circondata da due rametti di corallo, uniti da un pendaglio di tre nodi di savoia intervallati da due rose: una rossa ed una argentata. Il simbolo è posto su uno sfondo blu. Lo stemma della contrada ha nel tempo subito diversi cambiamenti.

Nel 1546 Cecchino Cartaio ci dà notizia che il Nicchio arrivò in Piazza per le feste in onore della Madonna Assunta con monturati in livrea rossa. La comparsa era guidata da Claudio di Ser Domenico, che il Cartaio descrive "vestito cremisi con raccami d'oro' suoi staffieri assai ornati". Gli 88 figuranti che accompagnavano il corteo erano vestiti di turchese con fasce rosse, mentre l'alfiere portainsegna era tutto vestito di rosso con trine d'oro e portava un'insegna rossa.

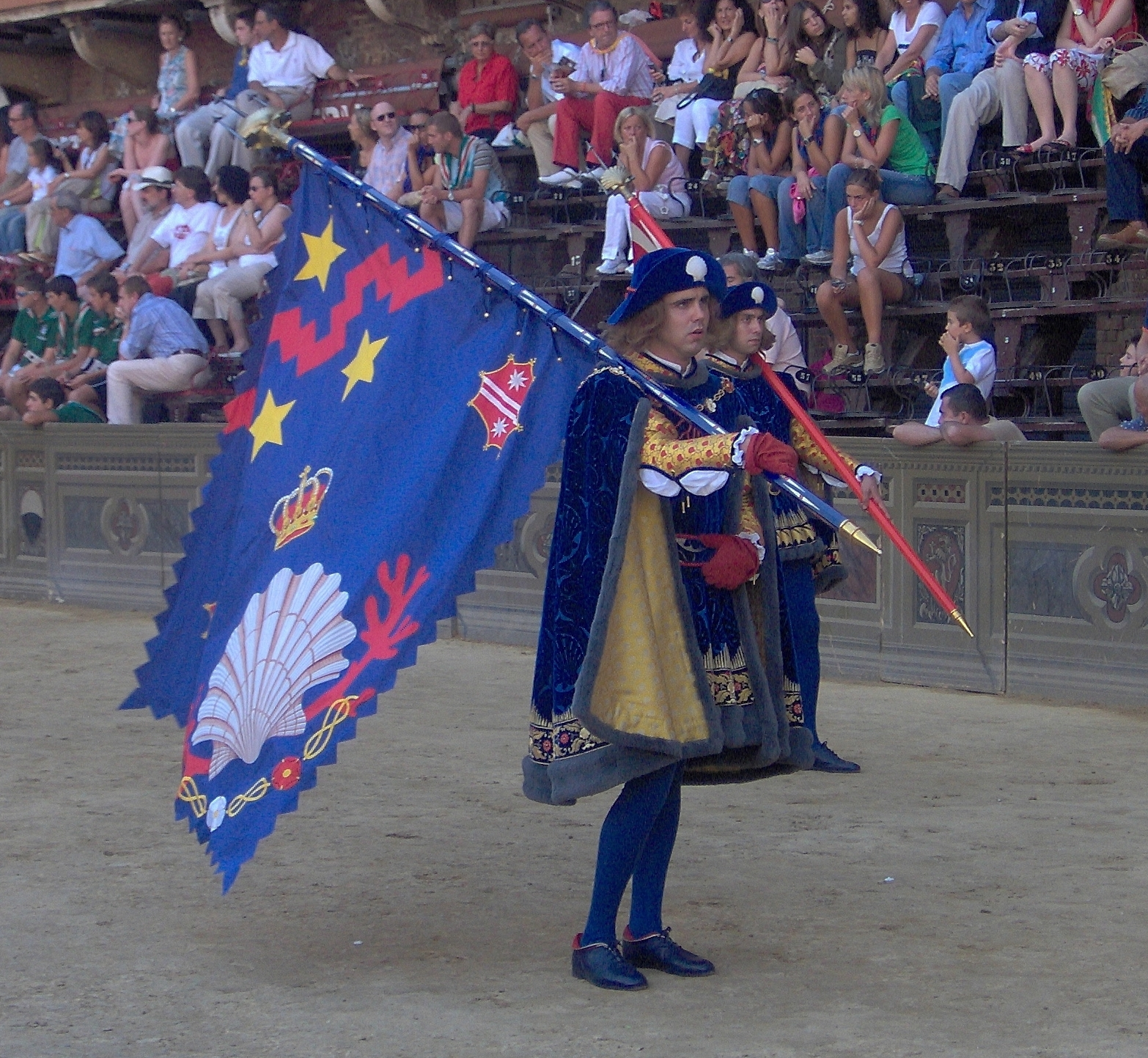
Le insegne del Nicchio

 Solitamente nell'insegna rossa era inserita una conchiglia capesanta (o di San Giacomo), formando così un chiaro riferimento al pellegrinaggio del santuario spagnolo di Santiago di Compostela.
La bandiera fu mantenuta, immutata, per quasi tutto il secolo successivo, ma fu sostituita nel 1694. La nuova insegna era totalmente blu. Non è chiaro il motivo di questo cambiamento cromatico, probabilmente per distinguersi da altre contrade il cui colore dominante era il rosso. La bandiera completamente blu non fu utilizzata per molto tempo, infatti dopo soli sette anni la contrada cambiò nuovamente insegna.
Nel 1702 l'insegna della contrada fu nuovamente modificata. Il Nicchio inalberò una bandiera blu e rossa in parti uguali, unendo i colori che la avevano contraddistinta nei secoli passati.
Anche questo vessillo durò poco. Nel 1717 infatti il rosso fu nuovamente abbandonato e si aggiunse ufficialmente per la prima volta la conchiglia al centro della bandiera (sebbene il simbolo fosse già stato adottato, come detto, dal Cinquecento). Il risultato fu un'insegna totalmente blu con una conchiglia concava (vista dall'interno) al naturale. Mancavano quindi ancora i coralli ed i simboli sabaudi. Intanto già da molti anni il Nicchio rappresentava la sua conchiglia sormontata dalla corona granducale, simbolo della sua nobiltà.
Sempre nel XVIII secolo la bandiera venne modificata ed apparse nella formula odierna: la conchiglia coronata, con il corallo, i nodi di savoia e le rose. Inoltre si aggiunsero anche gli arabeschi rossi e gialli. I nodi di savoia e le rose furono introdotte grazie alla concessione della casa reale di Savoia, che permise a tutte le contrade di inserire riferimenti sabaudi all'interno dei loro emblemi. Gli arabeschi erano rossi (come il colore adottato in antichità) e gialli (come i ricami che avevano abbellito le monture per tutta la storia della contrada).
Nelle bandiere del Nicchio comparivano (e compaiono tuttora) molto spesso delle stelle. Per alcuni questo è da attribuire all'incorporazione del territorio di una piccola ed antichissima contrada della Stella. Alcuni documenti sembrano parlare infatti di una contrada di Nicchio e Stella. Questo fatto non è totalmente da escludere in quanto in tempi antichissimi erano considerate contrade anche solo dei frammenti di vie o addirittura delle famiglie importanti, perciò ne esistevano moltissime, che adottavano lo stemma della famiglia che le rappresentava. Nel Trecento esistevano ben 206 frammenti urbani chiamati contrade, come riportato nella Tavola delle Possessioni dell'epoca

### Il simbolo
Per molte contrade non è ancora chiaro il perché abbiano adottato i loro simboli. Tuttavia esistono diverse ipotesi molto spesso discordanti. Nel caso del Nicchio le opinioni sono diverse e contrastanti.

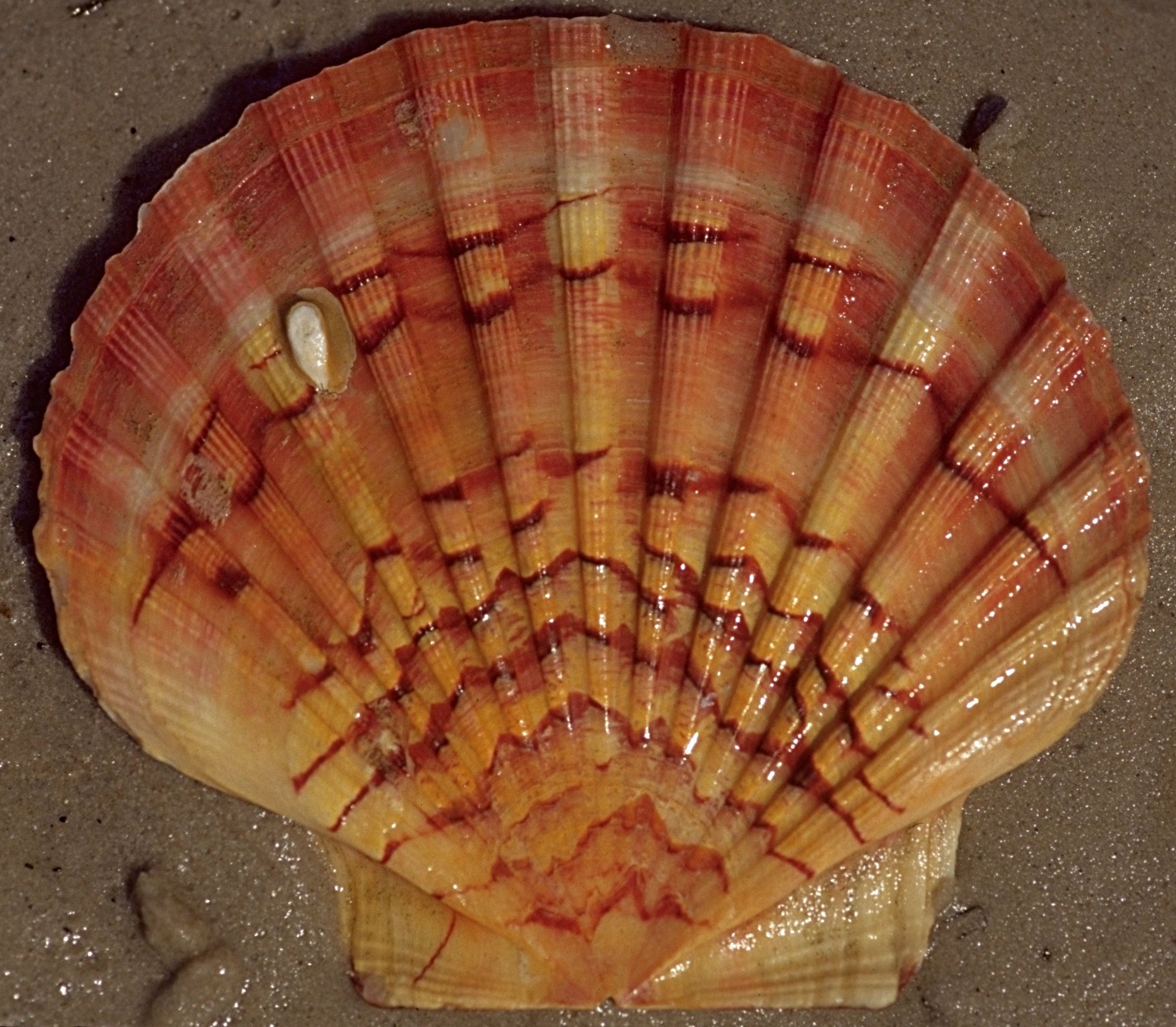
Una Pecten jacobaeus, capesanta, o Conchiglia di San Giacomo

Alcuni sostengono che il simbolo sia stato adottato in quanto nel territorio fuori Porta Pispini e la Porta di Busseto (che non esiste più) affioravano in superficie numerose nicchie, rimaste sotterrate dopo il ritiro del mare che molto anticamente ricopriva l'area senese.
Altra ipotesi è quella che gli abitanti della contrada abbiano preso spunto dalla conformazione naturale del territorio circostante. Infatti la valle che si estende dalla parte nord-est territorio del Nicchio fino alla Basilica di San Francesco è molto simile ad una conchiglia.
L'ipotesi più interessante dice che i nicchiaioli vedessero frequentemente passare i pellegrini che venivano da sud per arrivare fino al Duomo e poi proseguire il loro viaggio per la Via Francigena (che passava dal cuore della città), dirigendosi verso Santiago di Compostela. Ora, per tradizione i pellegrini di Santiago di Compostela portavano con sé le conchiglie capesante, simbolo di San Giacomo. Ad accreditare quest'ipotesi c'è il fatto che una piccola capasanta si trova scolpita sulla Cappella di San Giacomo all'interno della Chiesa di Santo Spirito, nel territorio nicchiaiolo. Nella chiesa si trova anche un affresco dedicato al santo.
L'unico fatto sicuro rimane quello che il Nicchio si sia sempre presentato alle pubbliche feste con il simbolo di una conchiglia e lo ha mantenuto fino ad oggi.
La conchiglia è tradizionalmente legata alla rinascita, alla spiritualità ed al sesso femminile. È infatti il simbolo della dea Venere, che proprio da una conchiglia nasce. La conchiglia è anche un simbolo di fortuna, prosperità e spesso collegata alle fasi lunari ed alle maree, o al mondo dei defunti, proprio per questo suo significato spirituale (adottato anche dal Cristianesimo), è enigmatico e talvolta mistico.

## Vittorie
Al Nicchio sono riconosciute ufficialmente 42 vittorie dal Comune di Siena, l'ultima delle quali ottenuta il 16 agosto 1998 con il fantino Dario Colagè detto Il Bufera sul cavallo Re Artù. Le vittorie che la Contrada si attribuisce sono invece 47, poiché considera valide quattro vittorie ottenute nel corso del Seicento ed una nell'Ottocento, considerate non ufficiali dal comune.

### Seicento
La prima vittoria che il Nicchio si attribuisce è quella del 2 luglio 1658, non considerata ufficiale dal comune ed assegnata ufficialmente all'Oca, che pare arrivò seconda.

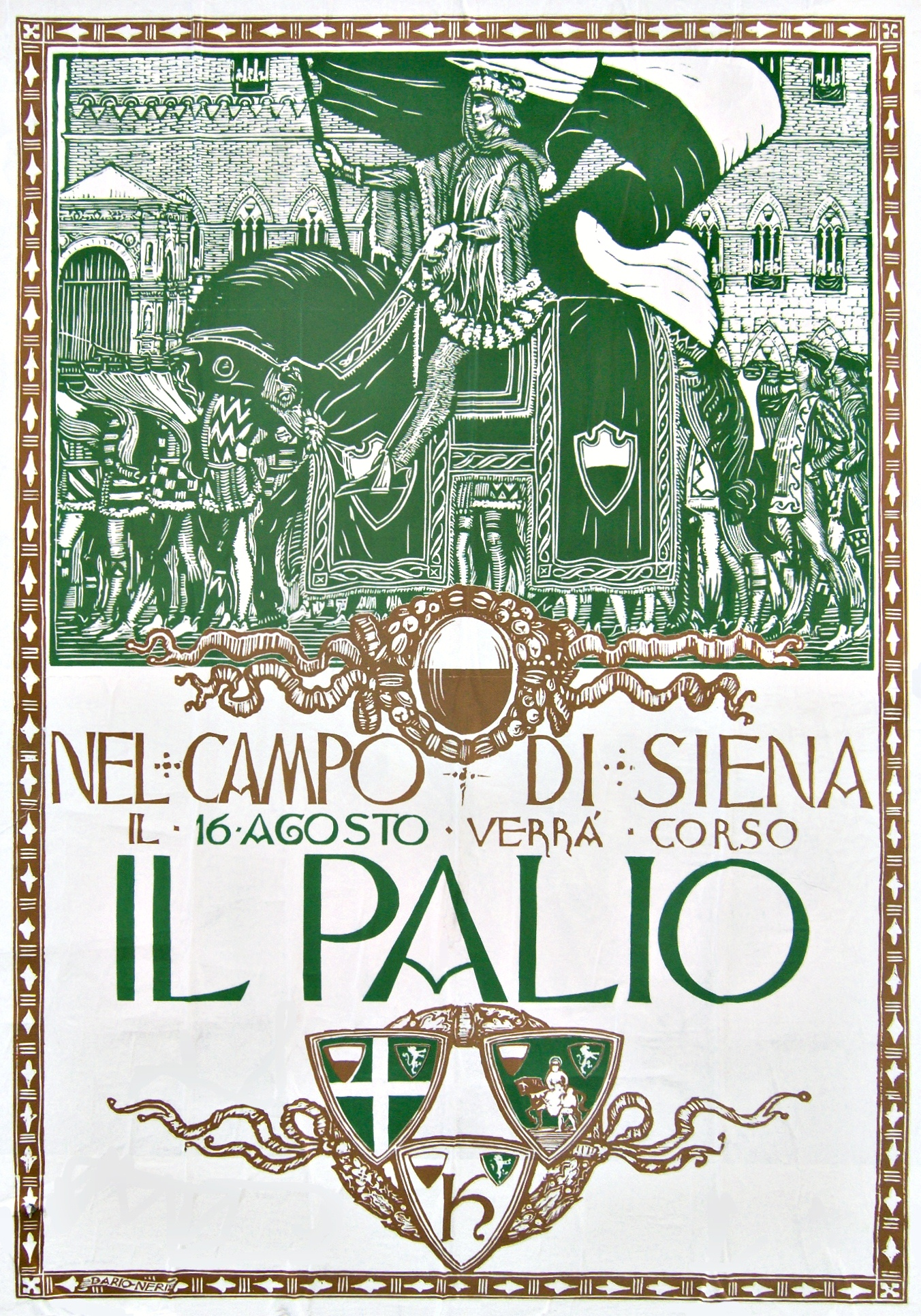
Manifesto che annuncia il Palio

Altra vittoria nicchiaiola non riconosciuta dal comune è quella del 2 luglio 1660, che il Nicchio si attribuisce in quanto una delibera del 4 luglio di quell'anno sostiene che il drappellone fosse in possesso della compagnia di Santo Stefano che ospitava il Nicchio nelle sue stanze Anche il palio del 2 luglio 1662 riporta una situazione analoga a quella del 1660.
Nel 1665 il Nicchio si attribuisce un'altra vittoria riportata alla presenza di Mario Chigi, fratello del papa Alessandro VII, ma non si sa niente riguardo allo svolgimento della corsa, svoltasi il 31 maggio. Questo palio è oggetto di cronache contrastanti e molta confusione tra gli storici del Palio.
La prima vittoria riconosciuta dal comune alla contrada è quella del 2 luglio 1666, conquistata dal fantino Bacchino. Le cronache riportano che quell'anno il Nicchio vinse anche il premio per la bella comparsa (oggi masgalano).
La contrada riportò altre vittorie nel corso del Seicento: nel 1676, nel 1677, nel 1680 e nel 1683. La contrada si attribuisce anche una vittoria nel 1667, non riconosciuta dal comune, che presenta un altro caso analogo a quelli degli anni 1658, 1660, 1662 e 1665, di cui si è parlato prima.

### Settecento
La prima vittoria settecentesca del Nicchio arriva nel 1731 con il fantino Pettinajo. Questo palio è descritto nelle cronache cittadine come "molto garoso", ovvero molto movimentato e ricco di colpi di scena, ma non è specificato altro. Il Nicchio dovette in seguito aspettare solo tre anni per una nuova vittoria, arrivata il 2 luglio 1734 e conquistata dal fantino Antonio Mazzini. Le cronache descrivono una "mossa brutta e corsa peggio", ma ancora una volta non si hanno specificazioni.

Angelo Volpi detto Bellino, vincitore nel Nicchio dell'ultimo palio del XIX secolo

Il Nicchio vinse anche nel 1748 e nel 1749.
Nel 1775 la contrada ottenne la vittoria grazie a Bernardino Poggi detto Romeo, un ragazzo poco meno che ventenne, che aveva un pessimo cavallo e uscì vittorioso sorprendendo tutti
Nel 1777 la contrada conquistò il Palio del 16 agosto alla presenza del Granduca Pietro Leopoldo e sua moglie Maria Luisa di Spagna. Il 16 agosto 1780 ed il 16 agosto 1782 la contrada vinse entrambe le volte col fantino Luigi Sucini detto Nacche.
Il secolo si concluse con le vittorie del 1791 e del 1799 (durante la dominazione francese a Siena).
Alla fine del Settecento le vittorie ufficiali erano 15, quelle che la Contrada si attribuiva erano 19.

### Ottocento
Il XIX secolo non partì bene per il Nicchio, che riuscì a vincere per la prima volta solo nel 1826. Tuttavia nel 1834 arrivò il cappotto, realizzato dal fantino Giovanni Brandani detto Pipistrello, che durante il palio di agosto lasciò il proprio cavallo scosso.
Nel 1841 la contrada riuscì a vincere il palio di agosto, corso da tutte e 17 le contrade cittadine. Nello stesso decennio il Nicchio vinse altri due palii, nel 1844 e nel 1847. La vittoria del 1844 fu conquistata con Pietro Tarquini detto Bicchierino, fantino poco meno che sedicenne. La carriera del 1847, invece, fu caratterizzata dal fatto che il numero degli spettatori ad assistere il Palio fu insolitamente esiguo. Infatti per via delle rivolte e dei disordini che si erano verificati in tutta Italia, molti si erano allontanati dalla città, mentre coloro che solitamente venivano da fuori non si recarono a Siena, per cui a questo Palio presenziarono più soldati che spettatori.
La contrada vinse ancora nel 1854 e nel 1867, la prima delle tre vittorie di Bachicche per il Nicchio.
Il fantino si ripeté ancora nel 1871 e nel 1878, mentre nel 1875 la contrada trionfò con Angelo Romualdi detto Girocche.
Nel 1894 il Nicchio vinse un palio non ufficiale corso alla romana.
Alla fine dell'Ottocento le vittorie ufficiali erano 26, quelle che la Contrada si attribuiva erano 32.

Giorgio Terni detto Vittorino, vincitore di tre palii (1957, 1960 e 1961) e contradaiolo del Nicchio

### Novecento
Appena arrivato il Novecento il Nicchio riportò immediatamente due vittorie: 9 settembre 1900 (ultimo palio del XIX secolo) e 2 luglio 1901 (primo palio del XX secolo). Il primo, che si sarebbe dovuto correre come di tradizione il 16 agosto, fu inusualmente posticipato al 9 settembre per la morte del re Umberto I di Savoia e fu vinto dalla contrada con il fantino Angelo Volpi detto Bellino. Il secondo invece fu animato da numerose polemiche per il comportamento del fantino della Chiocciola, Emilio Lazzeri detto Fiammifero, (il quale verrà successivamente messo in carcere e squalificato a vita dal Palio di Siena), che cadde in modo palesemente volontario per lasciar passare le contrade alle sue spalle. Da questo trasse vantaggio il fantino del Nicchio Domenico Fradiacono detto Scansino, che, prendendo la prima posizione, la mantenne fino al termine della corsa.
Dopo le due vittorie d'inizio secolo iniziò un periodo di digiuno per il Nicchio, che dovette attendere ben 19 anni prima di riuscire a tornare alla vittoria (considerando però anche che il Palio fu sospeso dal 1915 al 1918 per via della prima guerra mondiale). Autori del trionfo del 2 luglio 1920 furono Arturo Bocci detto Rancani e la cavalla Scodata.
Gli anni venti, apertisi nel migliore dei modi, furono un periodo intensamente ricco di vittorie per la contrada. Infatti fu ancora vittoria il 2 luglio 1924 grazie ad Ottorino Luschi detto Cispa e Fanfara.
Già nel 1927 la contrada riuscì a ripetersi con il giovane fantino esordiente Umberto Baldini detto Bovino e la cavalla Giacca.
Ancora una volta la vittoria baciò il Nicchio appena un anno dopo, il 16 agosto 1928, con il fantino Enrico Viti detto Canapino I e la cavalla Margiacchina. Questo palio passò alla storia, oltre che per essere stato una prima prova dell'alleanza di cui il Nicchio fece parte in seguito (il T.O.N.O.), anche perché viene ancora ricordato come uno dei più ricchi di colpi di scena. Il Nicchio, partito in ultima posizione, recuperando progressivamente, girò primo giusto all'ultima curva, beffando Torre e Bruco (che ne volevano impedire la vittoria), proprio negli ultimi metri.
Sulla scia dei trionfi il Nicchio divenne un cofondatore della fortunata (ma breve) alleanza del T.O.N.O. (Tartuca, Oca, Nicchio e Onda), con la collaborazione della quale riuscì a vincere nuovamente dopo appena 4 quattro anni il 16 agosto 1932, con il cavallo Ruello ed il fantino Tripoli Torrini detto Tripolino. A questo palio e alla rottura del T.O.N.O. (avvenuta due anni dopo, nel 1934) seguì la sospensione della festa a causa della seconda guerra mondiale.

Dragone (o Topolone), vincitore del palio del 16 agosto 1969

Nell'immediato dopoguerra il Nicchio vinse già dopo due anni dalla ripresa, il 2 luglio 1947. La vittoria fu opera del fantino Giuseppe Gentili detto Ciancone e della cavalla Salomè. In questo palio si vide per la prima volta nella storia una donna capitano di contrada, appunto il Nicchio, che uscì vittorioso.
Alla vittoria del 1947 seguì un digiuno di dieci anni, interrotto il 16 agosto 1957 da Giorgio Terni detto Vittorino (che nel Nicchio vincerà tre volte) e Belfiore. Per la prima volta nel Palio moderno una donna corre il palio da fantina. Fu infatti Rosanna Bonelli detta Rompicollo (montata dall'Aquila) a seguire le orme di Virginia Tacci, fanciulla senese che nel 1581 corse per il Drago. La carriera fu subito dominata dal Nicchio, mentre la fantina Rompicollo fu penalizzata alla mossa, ma riuscì in una grande rimonta. La sua corsa finì poi al secondo giro con una rovinosa caduta provocata dalla Lupa, mentre il Nicchio andò a vincere.
Tre anni dopo il Nicchio ebbe ancora di che festeggiare, con l'arrivo della vittoria del 16 agosto 1960, ottenuta ancora da Giorgio Terni detto Vittorino e Uberta de Mores. Dopo una vigilia incertissima la corsa fu inizialmente comandata dal Leocorno, superato poi al secondo giro dal Nicchio che, più volte attaccato dalle altre contrade, rimase in prima posizione fino alla fine, riuscendo così ad arrivare alla vittoria.
Subito l'anno successivo la contrada si ritrovò ancora vittoriosa, con la stessa accoppiata (Vittorino - Uberta de Mores) vittoriosa nel 1960. Il palio in questione è lo straordinario del 5 giugno 1961, dedicato ai cento anni dell'Unità d'Italia. La corsa, che si sarebbe dovuta effettuare il 4 giugno, fu rinviata al giorno successivo a causa della pioggia che rese impraticabile la pista. La mossa fu abbastanza complessa, ma data partenza, il Nicchio scattò subito in testa alla carriera e vinse. La cena della vittoria fu organizzata il 15 agosto, giorno prima del Palio di agosto, al quale il Nicchio non avrebbe partecipato. Questo fatto rese impossibile la presenza sia del fantino Giorgio Terni che della cavalla vittoriosa, impegnati nelle rispettive contrade di agosto (Vittorino, che avrebbe vinto appunto il palio ormai prossimo, nella Torre ed Uberta nella Tartuca).

Adolfo Manzi detto Ercolino, vincitore del palio del 16 agosto 1981

Otto anni dopo la Contrada del Nicchio assaporò un nuovo trionfo. Furono Donato Tamburelli detto Rondone e Dragone (cavallo dai molti nomi, chiamato anche Eucalipto, Ettore e meglio conosciuto come Topolone) a vincere il palio del 16 agosto 1969. La corsa vide una buona partenza di diverse contrade, tra cui il Montone che montava Andrea Degortes detto Aceto. Il Montone riuscì a prendere la prima posizione prima del secondo giro e la mantenne fino alla curva di San Martino, dove il cavallo Ercole non curvò, lasciando il via libera al Nicchio.
Dopo il 1969 il Nicchio, ormai abituato a vincere entro lassi di tempo molto brevi, dovette aspettare dodici anni. Tuttavia la vittoria arrivò il 16 agosto del 1981. Questa fu una vittoria atipica rispetto alle altre conquistate dalla contrada. In questa occasione il Nicchio fu estratto per correre, cosa che non succedeva dal 1970 (ben undici anni prima), e gli fu assegnato un cavallo, Balente de Su Sassu, che come già spiegato in precedenza era completamente sconosciuto e ritenuto non molto adeguato ad affrontare la corsa, mentre la contrada aveva sempre vinto con i migliori barberi disponibili. Il gruppo dei cavalli scelti per la corsa era abbastanza mediocre e nessuno di essi aveva mai vinto un palio. Nonostante le basse aspettative del popolo del Nicchio, il cavallo, durante i quattro giorni della festa, andò sempre migliorando, fino a che il 16 agosto, montato da Adolfo Manzi detto Ercolino, colse la vittoria.
Nonostante la lunga attesa, il palio del 1981 aprì un nuovo periodo favorevole per la contrada, che vinse già nel 1984 con Salvatore Ladu detto Cianchino ed il cavallo Orion. Ancora una volta nessuno dei cavalli partecipanti aveva mai vinto. Nel Nicchio venne confermato il fantino Salvatore Ladu solo dopo la prova generale. Il fantino, che sembrava ingaggiato dal Bruco, venne sostituito da Aceto. Alla partenza balzarono prime Nicchio e Bruco, che prese subito la testa. Al secondo giro passò primo il Nicchio, che mantenne la posizione fino alla fine della corsa.
Il Nicchio vinse ancora il 2 luglio 1988 con Massimo Coghe detto Massimino ed il cavallo Benito III, grande favorito. Furono molto intensi i cambi di fantini durante le prove e la mossa del palio fu laboriosa. Partì in testa l'Onda, con alle spalle Nicchio ed Oca. All'inizio del secondo giro il Nicchio passò primo andando poi a vincere.
Dopo i fortunati anni ottanta servirono altri dieci anni di attesa per una nuova vittoria, arrivata il 16 agosto 1998. Vinsero il fantino Dario Colagè detto Il Bufera ed il cavallo Re Artù. La corsa fu molto combattuta. Inizialmente partì prima la Pantera, che però cadde al secondo Casato. Cominciò un duello tra Aquila e Nicchio. Quest'ultimo prese la testa all'ultima curva di San Martino e, senza lasciare spazio agli inseguitori, giunse primo.
Nel corso del Novecento il Nicchio ha vinto quindici palii, portando a 42 il numero totale delle vittorie ufficiali, mentre la contrada se ne attribuisce 47.

### Duemila
Dal 2000 ad oggi, la Contrada del Nicchio non ha ancora vinto nessun palio.

## Gemellaggi
- Asciano[132]

## Cronistoria delle vittorie
- Vittorie ufficiali: vittorie riconosciute dal Comune di Siena, ed attestate nell'"Albo delle vittorie del Palio di Siena"

| N° vittoria                      | Data              | Fantino                                | Cavallo                          |
| -------------------------------- | ----------------- | -------------------------------------- | -------------------------------- |
| 1                                | 2 luglio 1666     | Bacchino                               | ?                                |
| 2                                | 2 luglio 1676     | Bacchino                               | ?                                |
| 3                                | 4 luglio 1677     | Pavolo Roncucci detto Pavolino         | ?                                |
| 4                                | 8 giugno 1680     | Giovan Battista Landi detto Granchio   | ?                                |
| 5                                | 17 settembre 1683 | Giovan Battista Landi detto Granchio   | ?                                |
| Vittorie nel XVII secolo: 5      |                   |                                        |                                  |
| 6                                | 2 luglio 1731     | Antonio Corgnolini detto Pettinajo     | Baio della Scala                 |
| 7                                | 2 luglio 1734     | Antonio Mazzini                        | Stornello di Fantozzi            |
| 8                                | 2 luglio 1748     | Domenico Franceschini detto Bechino II | Baio dorato del Giorgi           |
| 9                                | 16 agosto 1749    | Giovanni Rossi detto Ministro          | Cavallo del Becarelli            |
| 10                               | 2 luglio 1775     | Bernardino Poggi detto Romeo           | Baio del Santini                 |
| 11                               | 16 agosto 1777    | Angelo Giusti detto Ciocio             | Storno del Santini               |
| 12                               | 16 agosto 1780    | Luigi Sucini detto Nacche              | Stornello del Cesti              |
| 13                               | 16 agosto 1782    | Luigi Sucini detto Nacche              | Baio scuro del Gigli             |
| 14                               | 2 luglio 1791     | Angelo Giusti detto Ciocio             | Morello balzano del Coppi        |
| 15                               | 16 agosto 1799    | Matteo Marzi detto Mattiaccio          | Baio scuro del Mugnaini          |
| Vittorie nel XVIII secolo: 10    |                   |                                        |                                  |
| 16                               | 16 agosto 1826    | Luigi Brandani detto Cicciolesso       | Morello maltinto del Gigli       |
| 17                               | 2 luglio 1834     | Giovanni Brandani detto Pipistrello    | Morello dello Iacopi             |
| 18                               | 17 agosto 1834    | Giovanni Brandani detto Pipistrello    | Baio del Santi (scosso)          |
| 19                               | 17 agosto 1841    | Pietro Betti detto Betto               | Morello maltinto del Barbetti    |
| 20                               | 2 luglio 1844     | Pietro Tarquini detto Bicchierino      | Morello biondo del Bernini       |
| 21                               | 16 agosto 1847    | Antonio Guasqui detto Folaghino        | Morello fino del Baldini         |
| 22                               | 16 agosto 1854    | Pietro Locchi detto Paolaccino         | Baio bruciato del Bandini        |
| 23                               | 2 luglio 1867     | Mario Bernini detto Bachicche          | Morello del Cecconi              |
| 24                               | 2 luglio 1871     | Mario Bernini detto Bachicche          | Storna del Grandi                |
| 25                               | 17 agosto 1875    | Angelo Romualdi detto Girocche         | Storno del Pisani                |
| 26                               | 16 agosto 1878    | Mario Bernini detto Bachicche          | Baia scura del Ceccarelli        |
| 27                               | 9 settembre 1900  | Angelo Volpi detto Bellino             | Baia fiore in fronte del Fanetti |
| Vittorie nel XIX secolo: 12      |                   |                                        |                                  |
| 28                               | 2 luglio 1901     | Domenico Fradiacono detto Scansino     | Nocciola                         |
| 29                               | 2 luglio 1920     | Arturo Bocci detto Rancani             | Scodata                          |
| 30                               | 2 luglio 1924     | Ottorino Luschi detto Cispa            | Fanfara                          |
| 31                               | 16 agosto 1927    | Umberto Baldini detto Bovino           | Giacca                           |
| 32                               | 16 agosto 1928    | Enrico Viti detto Canapino             | Margiacchina                     |
| 33                               | 16 agosto 1932    | Tripoli Torrini detto Tripolino        | Ruello                           |
| 34                               | 2 luglio 1947     | Giuseppe Gentili detto Ciancone        | Salomè                           |
| 35                               | 16 agosto 1957    | Giorgio Terni detto Vittorino          | Belfiore                         |
| 36                               | 16 agosto 1960    | Giorgio Terni detto Vittorino          | Uberta de Mores                  |
| 37                               | 5 giugno 1961     | Giorgio Terni detto Vittorino          | Uberta de Mores                  |
| 38                               | 16 agosto 1969    | Donato Tamburelli detto Rondone        | Dragone                          |
| 39                               | 16 agosto 1981    | Adolfo Manzi detto Ercolino            | Balente de Su Sassu              |
| 40                               | 16 agosto 1984    | Salvatore Ladu detto Cianchino         | Orion                            |
| 41                               | 2 luglio 1988     | Massimo Coghe detto Massimino          | Benito III                       |
| 42                               | 16 agosto 1998    | Dario Colagè detto Il Bufera           | Re Artù                          |
| Vittorie nel XX secolo: 15       |                   |                                        |                                  |
| Vittorie nel XXI secolo: nessuna |                   |                                        |                                  |

- Vittorie non ufficiali: vittorie in Palii non considerati ufficiali, ma che la Contrada comunque si attribuisce.

| N° vittoria | Data           | Note |
| ----------- | -------------- | --- |
| 1           | 2 luglio 1658  | L'Albo delle vittorie del Palio di Siena lo attribuisce all'Oca, tuttavia esiste una delibera del Nicchio datata 24/6/1685 che riporta la frase: «dovendosi fare spese per terminare la fabbrica vendesi il Palio del 2 luglio 1658 per scudi 56»                           |
| 2           | 2 luglio 1660  | Palio non ufficiale ma il Nicchio lo considera tra le proprie vittorie sulla base di una delibera del 4/7/1660 che riporta l'intenzione della Contrada di donare il Palio vinto alla Compagnia di Santo Stefano                                                             |
| 3           | 2 luglio 1662  | Nei verbali della Compagnia di Santo Stefano viene riferito della vittoria della Contrada del Nicchio, la quale offrì in dono il Drappellone vinto alla Compagnia |
| 4           | 3 luglio 1667  | Il Nicchio si attribuisce la vittoria sulla base di una delibera del 3/7/1667 che attesta l'avvenuta donazione del premio vinto alla Compagnia di Santo Stefano, unitamente ai Drappelloni che erano stati promessi alla Compagnia nel 1660 e nel 1662, e non ancora donati |
| 5           | 19 agosto 1894 | Palio di consolazione "alla romana" |

## Statistiche
- Nella sua storia il Nicchio è riuscito a fare cappotto (cioè a vincere sia il palio di luglio che quello di agosto dello stesso anno) una sola volta nel 1834, grazie alle vittorie del fantino Giovanni Brandani detto Pipistrello e dei cavalli morello dello Iacopi e baio del Santi (che vinse scosso).
- Il Nicchio ha vinto una sola volta con un cavallo scosso (senza fantino), nel palio del cappotto del 1834.
- Il Nicchio è la sesta contrada di Siena per numero di vittorie[135].
- Il Nicchio è la quinta Contrada che ha perso il minor numero di Palii consecutivamente, avendo atteso al massimo 33 Palii prima di rivincere (tra il 16 agosto 1878 ed il 9 settembre 1900). Al primo posto c'è la Giraffa con 62 Palii d'attesa (dal 16 agosto 1807 al 2 luglio 1852)[136].
- L'ultima vittoria del Nicchio in un palio straordinario risale al 5 giugno 1961 (Giorgio Terni detto Vittorino su Uberta de Mores). L'ultima vittoria in un palio di luglio è quella del 2 luglio 1988 (Massimo Coghe detto Massimino su Benito III) mentre l'ultima vittoria di agosto è quella del 16 agosto 1998 (Dario Colagè detto Il Bufera su Re Artù).
- I due fantini più vittoriosi della storia del Nicchio hanno conquistato entrambi 3 vittorie ufficiali per la contrada. Il primo è Mario Bernini detto Bachicche (vittorioso nei palii del 2 luglio 1867, del 2 luglio 1871 e del 16 agosto 1878), mentre il secondo è Giorgio Terni detto Vittorino (vincitore dei palii del 16 agosto 1957, del 16 agosto 1960 e del 5 giugno 1961). Il fantino che ha corso più volte per la contrada è Mario Bernini detto Bachicche[137].
- Nell'ultimo secolo il Nicchio è stato squalificato in quattro occasioni: dopo il Palio del 16 agosto 2001 (un Palio di squalifica); dopo il Palio del 16 agosto 1999 (un Palio di squalifica); dopo il Palio del 3 luglio 1992 (un Palio di squalifica) e dopo il Palio del 16 agosto 1988 (un Palio di squalifica).[138].
- La Contrada del Nicchio si è aggiudicata il "Masgalano" (cioè il premio assegnato alla Contrada la cui Comparsa risulta essere la "migliore" per eleganza, dignità di portamento e coordinazione nel corso di entrambi i Cortei Storici che precedono il Palio) in nove occasioni: 1953, 1959, 1960, 1965, 1979, 1986, 2009, 2013 e 2018[139].